# خوسيه جونيي جاثتابيدي
خوسيه غوني جاستامبيدي (من أريزاليتا، 26 يناير 1914 – بامبلونا، 21 نوفمبر 2002) كان كاهنًا كاثوليكيًا، ومعلمًا، ومؤرخًا كنسيًا إسبانيًا.
وُلد في وادي ييري، بمنطقة ميرينداد دي إستيا، وكان الابن الثالث في عائلة كبيرة مكونة من سبعة إخوة.
درس في المدرسة الرسولية للرهبان الدومينيكان في كانغاس دي أونيس، ودرس الأدب والفلسفة في السيميناريو (المدرسة الكهنوتية) الإيبارشي في بامبلونا، ثم واصل دراسته الكنسية في الجامعة البابوية الغريغورية؛ في عام 1937 تم رسامته كاهنًا في روما، وفي العام التالي حصل على شهادة في اللاهوت. بعد أن عمل أستاذًا لتاريخ الكنيسة في السيميناريو في بامبلونا بين عامي 1943 و1968، انتقل إلى التدريس في جامعة نافارا، حيث شغل منصب أستاذ كرسي في نفس المادة ابتداءً من عام 1969.
بعد حصوله في عام 1948 على دبلومة في علم الأرشيف من المدرسة الفاتيكانية لعلم الخطوط الديبلوماسية والأرشيف، أصبح كاهنًا مسؤولًا عن أرشيف كاتدرائية بامبلونا، وعضوًا في المعهد الوطني للدراسات التاريخية منذ عام 1950، وعضو مراسل في الأكاديمية الملكية للتاريخ منذ عام 1955، ومتعاونًا دائمًا في معهد إنريكي فلوريس التابع للمجلس الأعلى للبحوث العلمية منذ عام 1950، ومستشارًا تقنيًا لتاريخ الكنيسة في نفس المعهد منذ عام 1965، وعضوًا في مجلس التحرير لعدة منشورات، من بينها Studia Monastica، وAnnuarium Historiæ Conciliorum، وScripta Theologica، وHispania Sacra.
من بين مؤلفاته، التي تتعلق جميعها بتاريخ الكنيسة الكاثوليكية، إلى جانب العديد من المشاركات في "قاموس التاريخ والجغرافيا الكنسية" (Dictionnaire d'Histoire et Géographie Ecclésiastique), وفي "قاموس التاريخ الكنسي لإسبانيا" (Diccionario de Historia Eclesiástica de España), وفي "الموسوعة الكبرى ريالپ" (Gran Enciclopedia Rialp), أو في المجلات مثل "برينسيبي دي بيانّا" (Príncipe de Viana), و"هيسبانيا ساكرا" (Hispania Sacra), و"أنتولوجيكا أنوا" (Anthologica Annua), و"ستوديا موناستيكا" (Studia Monástica), و"نشرة الدراسات التاريخية في سان سباستيان" (Boletín de Estudios Históricos de San Sebastián), و"أرشيف تاريخ الباباوات" (Archivum Historiae Pontificae), و"دراسات العصور الوسطى لتاج أراغون" (Estudios de Edad Media de la Corona de Aragón), و"دفاتر الإثنولوجيا والإثنوغرافيا في نافارا" (Cuadernos de Etnología y Etnografía de Navarra)، تبرز الأعمال الكبرى التالية:
النافاريون في مجمع ترنت والإصلاح الترينتي في أبرشية بامبلونا (بامبلونا، 1947).
تاريخ الرسالة البابوية للحرب الصليبية في إسبانيا (فيتوريا، 1958).
فهرس أرشيف كاتدرائية بامبلونا (بامبلونا، 1965).
الإسبان في مجمع كونستانس (مدريد، 1966).
تاريخ أساقفة بامبلونا (10 مجلدات، بامبلونا، 1979-1994).
في عام 1990 حصل على أول جائزة برينسيبي دي بيانَا للثقافة.